# 費爾維尤克羅斯羅茲 (北卡羅萊納州)
費爾維尤克羅斯羅茲（英語：Fairview Crossroads）是位於美國北卡羅萊納州薩里縣的非建制地區。

## 地理
費爾維尤克羅斯羅茲所處的海拔為高於海平面338米（即1109英呎），而該地所採用的時區為UTC-5，即北美东部时区（EST）。同時該地設有夏令時間，為UTC-5調快一小時，即UTC-4（EDT）。